# 苞穗草科
苞穗草科只有1属—苞穗草属（Anarthria）5种，全部生长在澳大利亚的西南部。
本科植物类似灯心草科，为多年生草本，叶线形，直立；小花生长在花茎顶端，花被为3的倍数，螺旋排列。
1981年的克朗奎斯特分类法将其列在灯心草科内，1998年根据基因亲缘关系分类的APG 分类法认为应该单独分为一个科，放在禾本目中。